# Attilio Basile
Attilio Basile (Itala, 15 gennaio 1910 – Catania, 19 febbraio 2012) è stato un chirurgo italiano.

## Biografia
Nacque a Itala, in provincia di Messina, il 15 gennaio 1910 da Francesco, avvocato civilista, e Gaetana De Salvo. Era fratello minore dell'avvocato Guido, deputato al parlamento nazionale, dell'avvocato Giuseppe, sindaco di Messina e dell'ingegnere Francesco, docente universitario. La sua figura è legata anche al paese di Acquedolci in provincia di Messina, paese di origine della moglie donna Rosalia Lo Cicero. 
Nel 1934 si laureò in medicina e chirurgia all'Università di Messina. Dopo la laurea, fu assistente e poi aiuto chirurgo presso l'Istituto di patologia chirurgica dell'ateneo messinese diretto dal professor Saverio Latteri (1934-1941). Nel 1941 conseguì la libera docenza in patologia generale, e un anno più tardi vinse la borsa di studio della Fondazione Alexander von Humboldt e si recò in Austria, dove fece studi di perfezionamento presso la II Clinica chirurgica dell'Università di Vienna diretta dal professor Wolfgang Denk, e dove frequentò la Unfalkrankenhaus di Vienna diretta dal professor Lorenz Böhler (1942-1943). Nel 1943-1944, richiamato in servizio militare, prestò servizio all'Ospedale militare del Celio a Roma.
Tornato in Sicilia nel 1945, divenne assistente di ruolo presso l'Istituto di patologia chirurgica e propedeutica clinica dell'Università di Palermo, anch'esso diretto dal professor Latteri. Nel 1947-1948, vincitore di una borsa di studio del governo francese, frequentò la clinica di neurochirurgia dell'Università di Parigi, presso l'Hôpital Universitaire Pitié-Salpêtrière, diretta dal professor Daniel Petit-Dutaillis.
Nel 1948 conseguì la libera docenza in clinica chirurgica all'Università di Palermo, dove insegnò fino al 1951; nel 1952 ebbe l'ammissione al ruolo di professore universitario, ed ottenne la docenza ordinaria di patologia speciale chirurgica e propedeutica clinica all'Università di Messina. Nel 1956, a Basile vennero affidate la cattedra di clinica chirurgica e la direzione della Clinica chirurgica generale dell'Università di Catania, fino al 1980. A conclusione della sua carriera, fu nominato Professore emerito di clinica chirurgica e terapia chirurgica dall'ateneo catanese, ed insegnò fino al 1985.
La lunga attività professionale di Basile comprendeva tutti i campi della chirurgia generale e specialistica (cardiaca, toracica, plastica, urologica), ed ha eseguito al oltre 40.000 interventi chirurgici fino all'età di 90 anni; nel 1972, fu suo il primo trapianto renale realizzato a Catania, eseguito senza autorizzazioni da parte delle autorità sanitarie regionali, presso l'Ospedale Santa Marta. Ebbe anche numerosi incarichi, come quello di direttore dell'Istituto per lo Studio e la Cura del Tumori di Catania (1956-1969), di preside della facoltà di medicina dell'Università di Catania (1975-1981), di presidente della Società Italiana di Chirurgia (1976-1979),  di rappresentante delle facoltà italiane di medicina al Consiglio universitario nazionale (1979-1982), di vicepresidente dell'Associazione mondiale di chirurgia.
È morto all'età di 102 anni il 19 febbraio 2012. 
Aveva quattro figli: Francesco (1955), rettore dell'Università di Catania dal 2017 al 2019, Guido (1955, anch'egli clinico chirurgo e professore ordinario di chirurgia generale presso l'Università di Catania), Filadelfio (1957-2010), politico e accademico e Gaetana.

## Pubblicazioni
Notevole è stata l'attività di ricerca del Basile, caratterizzata da numerose pubblicazioni. Tra le sue opere vanno ricordate, Introduzione allo studio delle lussazioni-fratture della spalla : cenni anatomo-clinici, nozioni semeiologiche, classificazione, statistica (1945), Contributo allo studio dei tumori del timo (1946), L'osteosintesi con il chiodo midollare (1946), e La chirurgia dell'epifisi (1955) coautore assieme al professor Walter Fiaccavento.